# 六面體
在幾何學中，六面體是指由六個面組成的多面體。所有面都全等、所有邊等長且所有角相等的六面體稱為正六面體。幾何學上的正六面體是立方體，由6個正方形組成，但在抽象幾何學中有另外一種具有6個面的正多面體，是由6個正五邊形組成的半十二面體，但其為抽象多胞形不具有體積。其他亦存在所有面都全等但其他條件未必符合正多面體的形狀，例如雙三角錐和菱形六面體。其他也存在許多不規則的六面體，例如四角錐台、五角錐等。

## 常見的六面體
常見的六面體有正方體、四角柱、五角錐、雙三角錐、三方偏方面體。

### 長方體
六個面都是矩形的六面體稱為長方體，長方體具有每個二面角相等和每個三面角相等等特性。

### 平行六面體
六個面都是平行四邊形的六面體稱為平行六面體。當六個面都是菱形時，則具有等邊多面體的性質，此時稱為菱形六面體。

### 六面體列表
| 名稱                      | 圖像 | 頂點 | 邊 | 面 | 面的種類            | 對稱性                       | 展開圖 |
| ------------------------- | ---- | ---- | -- | -- | ------------------- | ---------------------------- | ------ |
| 立方體 （正多面體）       |      | 8    | 12 | 6  | 6個正方形           | Oh, [4,3], (*432) order 48   |        |
| 長方體                    |      | 8    | 12 | 6  | 6個矩形             | D2h, [2,2], (*222) order 8   |        |
| 四角柱 （柱體群）         |      | 8    | 12 | 6  | 2個四邊形 4個矩形   | D4h, [4,2], (*422), order 16 |        |
| 五角錐 （錐體群）         |      | 6    | 10 | 6  | 1個五邊形 5個三角形 | C5v, [5], (*55)              |        |
| 四角錐台                  |      | 8    | 12 | 6  | 2個四邊形 4個梯形   | C4v, [4], (*44) order 8      |        |
| 菱形六面體                |      | 8    | 12 | 6  | 6個菱形             | D3d, [2+,6], (2*3) order 12  |        |
| 三方偏方面體              |      | 8    | 12 | 6  | 6個四邊形           | D3, [2,3]+, (223) order 6    |        |
| 雙三角錐                  |      | 5    | 9  | 6  | 6個三角形           | D3h, [3,2], (*223) order 12  |        |
| 平行六面體                |      | 8    | 12 | 6  | 6個平行四邊形       | Ci, [2+,2+], (×) order 2     |        |
| 平行六面體 （由菱形組成） |      | 8    | 12 | 6  | 6個平行四邊形       | Ci, [2+,2+], (×) order 2     |        |
| 十二面體半形              |      | 10   | 15 | 6  | 6個五邊形           | A5, order 60                 |        |
| 皮特里正十二面體          |      | 20   | 30 | 6  | 6個扭歪十邊形       | A5×C2, with 120 elements     |        |
| 皮特里正二十面體          |      | 12   | 30 | 6  | 6個扭歪十邊形       |                              |        |
| 六面形                    |      | 2    | 6  | 6  | 6個二角形           | D6h（*666）                  |        |
| 二角反棱柱                |      | 4    | 8  | 6  | 2個二角形 4個三角形 | D2d, [2+,4], (2*2), order 8  |        |

### 非凸六面體
| 非凸六面體                             | 非凸六面體                             | 非凸六面體                             |
| -------------------------------------- | -------------------------------------- | -------------------------------------- |
| 面的種類：4.4.3.3.3.3 10條邊、 6個頂點 | 面的種類：5.5.3.3.3.3 11條邊、 7個頂點 | 面的種類：6.6.3.3.3.3 12條邊、 8個頂點 |

### 退化六面體
部份六面體包含退化的面或者本身已經退化至無法擁有體積的形式。例如二角反稜柱，其2個底面為二角形，因此退化成一條稜、更進一步的退化六面體有六面形，其由6個二角形組成，本身已退化至無法擁有體積的形式，僅能以球面鑲嵌的形式存在。

#### 二角反稜柱
二角反稜柱，又稱反二角柱是指底面為二角形的反稜柱，由於其兩個底面皆為二角形，因此這兩個面已退化成一條稜，若不計這兩個退化的底面，則這個立體與四面體無異。在球面幾何學中，二角反稜柱可以作為球面鑲嵌，此時二角形的面能夠在求面上已非退化的形式存在，而確保整個立體為六個面組成的立體，此時的二角反稜柱由2個球面二角形和4個球面三邊形構成，共有6個面、8條邊和4個頂點，並且可以視為扭稜的二面形或二角形二面體，在施萊夫利符號中可以用sr{2,2}來表示。
| 二角反稜柱。上方及下方紅色的線段為退化的二角形底面。若不計這兩個退化底面，則整個立體與四面體無異 | 作為球面鑲嵌的二角反稜柱。計入二面形面時，二角反稜柱是一種六面體 |

#### 六面形

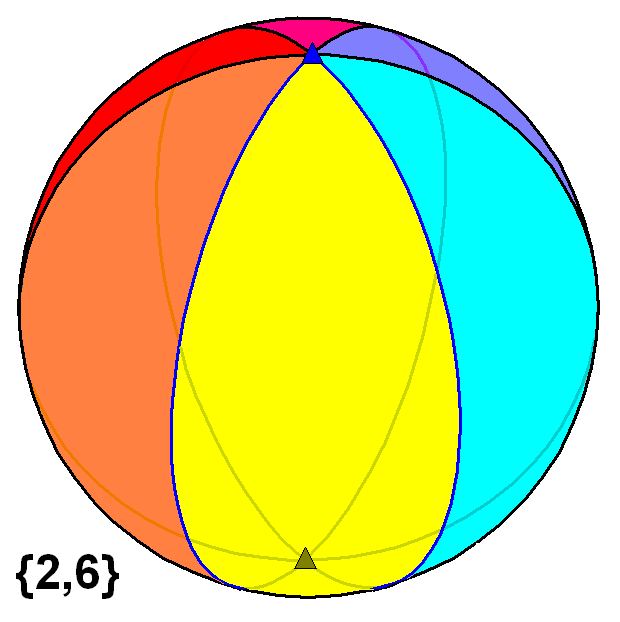
六面形的球面鑲嵌形式

六面形是一種多面形，為退化的六面體，無法擁有體積，由六個二角形組成。在球面幾何學中，六面形可以在球面上以鑲嵌的方式存在，表示六個鑲嵌在球體上的球弓形，施萊夫利符號中利用{2,6}來表示，其對偶多面體是六邊形二面體。
六面形由六個二角形組成，每個頂點都是六個二角形的公共頂點。正六面形的每個面都是正二角形，且每個頂點都是六個正二角形的公共頂點，因此正六面形也可以視為一種正多面體，但是因為其已退化，因此不會與柏拉圖立體一同討論。
六面形具有D6h, [2,6], (*226)的對稱性和D6, [2,6]+的旋轉對稱性，且階數為24，在考克斯特符號中用表示，其對稱性與六角柱相同，因此六角柱也可以視為一種與六面形相關的立體，因為六角柱可以經由六面形透過截角變換構造。

## 拓樸學中的六面體
在所有凸六面體當中，共有七種拓樸結構有明顯差異的凸六面體 。其中有2中互為鏡射像。
| 雙三角錐 36 9 E, 5 V | 四角反楔體。 有一個手性鏡像 面的種類：4.4.3.3.3.3 10條邊, 6個頂點 | 面的種類：4.4.4.4.3.3 11條邊, 7個頂點 | 五角柱 面的種類：5.35 10條邊, 6個頂點 | 面的種類：5.4.4.3.3.3 11條邊, 7個頂點 | 面的種類：5.5.4.4.3.3 12條邊, 8個頂點 |

## 外部連結
- Polyhedra with 4-7 Faces by Steven Dutch